# Столяров, Александр Николаевич (генерал)
Александр Николаевич Столяров (род. 1953) — генерал-лейтенант ВС РФ, командующий 5-й общевойсковой армией в 2001—2003 годах, заместитель командующего Приволжско-Уральского военного округа, президент Федерации танкового биатлона России.

## Биография
Окончил Московское высшее общевойсковое командное училище в 1974 году, Военную академию имени М. В. Фрунзе в 1982 году и Военную академию Генерального штаба Вооруженных Сил РФ в 1994 году. Воинскую службу проходил на различных командных и штабных должностях в Северо-Кавказском, Среднеазиатском, Московском, Дальневосточном, Приволжско-Уральском военных округах и ГСВГ. В частности, был командиром 69-го мотострелкового полка в составе ГСВГ в 1983—1986 годах. Произведён в генерал-майоры 5 мая 1995 года. Участник контртеррористической операции в Чеченской Республике, С сентября 2001 по июнь 2003 годов — командующий 5-й общевойсковой армией.
В дальнейшем занимал пост заместителя командующего войсками Приволжско-Уральского военного округа, участвовал в дивизионных тактических учениях округа в 2005 году. Проходил свидетелем по факту самоубийства заместителя командира 34-й мотострелковой дивизии (в/ч 61423) полковника Штакала А.А.: 21 апреля 2004 года он вызвал в штаб командира части генерал-майора Суровикина С.В. и Штакала, высказав последнему претензии по исполнению воинских обязанностей и предложив ему выбрать новое место службы, в ответ на что Штакал застрелился из пистолета Макарова на глазах у Суровикина и Столярова. Уголовное дело было прекращено 21 июня того же года, поскольку преступной составляющей не было установлено.
12 января 2006 года Столяров уступил пост заместителя командующего войсками ПУрВО командующему 2-й армии генерал-лейтенанту Александру Студеникину, а сам был назначен начальником кафедры оперативного искусства Военной академии Генерального штаба. После ухода в запас возглавил Федерацию танкового биатлона России, отвечает за рассылку приглашений странам для участия в чемпионатах мира.
Отмечен государственными и ведомственными наградами.